# 慕容德
燕献武帝慕容德（336年—405年11月17日），後改名慕容備德，字玄明，十六國時期南燕皇帝，鮮卑人，是前燕文明帝慕容皝之幼子，前燕景昭帝慕容儁、後燕成武帝慕容垂皆為其兄。《晉書》載其「年未弱冠，身長八尺二寸，姿貌雄偉」。又「博觀群書，性清慎，多才藝」。

## 生平
前燕時期慕容儁在位時，慕容德被封為梁公。後來慕容儁之子慕容暐繼帝位，再被改封為范陽王。369年，曾與慕容垂一同大敗東晉桓溫的進攻。370年，前燕為前秦所滅後，一度被前秦帝苻堅任命為張掖（今中國甘肅省張掖市）太守，數年後被免職。
後來苻堅欲南征東晉，慕容德被任命為奮威將軍隨軍，留下金刀拜別母親公孫氏及胞兄原北海王慕容納而去。383年，前秦於淝水之战敗北，苻坚宠妃张夫人走失投靠慕容暐，慕容暐送她回京，慕容德阻止并劝他趁乱复国，未果。
后来慕容垂趁機起兵建後燕，慕容德嚮應之，被命為車騎大將軍，重新受封為范陽王，然其諸子及慕容纳皆因留在後方而被前秦所殺。
396年，慕容垂臨終，遺命太子慕容寶將鄴城（今中國河南省臨漳縣）委由慕容德鎮守。慕容寶繼位後，即以慕容德為使持節、都督冀、兗、青、徐、荊、豫六州諸軍事、特進、車騎大將軍、冀州牧，領南蠻校尉，鎮守鄴城。
397年，北魏攻擊後燕，後燕兵敗如山倒，皇帝慕容寶向北方故地逃亡，後燕國土被截為南北二部，位在南方的慕容德被慕容寶任命為丞相，領冀州牧。不久，慕容垂另一子趙王慕容麟來逃至鄴城，以鄴城難守，建議慕容德南遷滑台（今中國河南省滑縣）。398年正月，慕容德又受慕容麟建議先稱燕王，稱燕王元年，史稱此一政權為南燕。次年（399年），再遷廣固（今中國山東省青州市），以為都城。
400年，慕容德正式稱帝，改元建平，並在此時把自己名字改為慕容備德，以便臣民避諱。慕容德时年已65歲，是中国历史上即位时年龄第二大的皇帝（第一名为唐朝的武則天，登基時67歲）。
慕容备德不知道母亲公孙夫人和胞兄慕容纳都已经不在人世，曾于建平二年（401年）十月派平原人杜弘去长安寻访。杜弘说：“臣至长安，若不能得知太后动止，当西往张掖，以死效力。”并为自己年逾六十的父亲杜雄乞求本县县令之职。慕容备德不顾中书令张华反对，认为杜弘“为君迎母，为父求禄，忠孝备矣，何罪之有！”以杜雄为平原令。杜弘到张掖为盗贼所杀。四年（403年），慕容备德旧部赵融从长安前来，告知公孙夫人和慕容纳的死讯，慕容备德放声痛哭以至于吐血，因而卧病不起，从此健康恶化。
慕容备德有女兒無兒子，為繼承人心焦，慕容納之子慕容超持當年慕容德拜別母親的金刀來歸，慕容备德遂以慕容超袭封北海王，后立為太子。
建平六年九月戊午（405年11月17日），慕容备德去世，慕容超繼位。去世當晚從四方城門抬出十餘口棺木，秘密埋葬在山谷之中，因此實際上他並未葬於其陵寢「東陽陵」，後人遂不知其安葬之處。慕容德後來被諡為獻武皇帝，廟號世宗。

## 家庭

### 后妃
- 段季妃

### 女儿
- 平原公主
- 乐安公主，嫁南燕冠军将军、宜阳公兰瑰[1]

| 前任： -- | 南燕君主 398-405 | 繼任： 侄南燕末主慕容超 |

## 延伸阅读
[在维基数据编辑]
 《晉書/卷127》，出自房玄齡《晉書》